# NGC 6086
NGC 6086 (również PGC 57482 lub UGC 10270) – galaktyka eliptyczna (E), znajdująca się w gwiazdozbiorze Korony Północnej. Odkrył ją Albert Marth 24 czerwca 1864 roku. Jest najjaśniejszą galaktyką gromady galaktyk Abell 2162 (ACO 2162).